# Marumba piceipennis
Marumba piceipennis är en fjärilsart som beskrevs av Butler 1877. Marumba piceipennis ingår i släktet Marumba och familjen svärmare. Inga underarter finns listade i Catalogue of Life.